# Sierra de Las Bayas
La Sierra de Las Bayas es una montaña en los municipios de Arteaga y Ramos Arizpe, estado de Coahuila, México, forma parte de la Sierra Madre Oriental. La cumbre está a 2,731 metros sobre el nivel del mar. La Sierra está rodeada por el Valle de San José de los Nuncios, la Sierra Agua del Toro, el Cerro El Escorpión, la Sierra El Caballo, el Cerro Los Ángeles y el Valle de Saltillo. La cresta tiene aproximadamente 18 km de longitud, la sierra tiene varios estribos y ramificaciones, en el extremo oeste tiene una ramificación llamada Sierra San Lucas, entre esta ramificación y la cresta se forma el Cañón de Las Bayas.

## Flora
Los tipos de vegetación encontrados son Matorral desértico microfilo, Matorral desértico rosetófilo, Selva baja caducifolia espinosa y Bosque de pino.

## Clima
La temperatura media anual es de 17 °C, el mes más caluroso es junio con temperatura promedio de 24 °C, y el más frío es enero con 10 °C. La precipitación media anual es de 766 milímetros, el mes más húmedo es septiembre con un promedio de 226 mm de precipitación, y el más seco es febrero con 19 mm de precipitación.

## Historia

### El tesoro de Tomás del Razo
Se dice que en la Sierra de Las Bayas está enterrado el tesoro del bandolero Tomás del Razo, que se dedicaba a asaltar diligencias en el siglo XVIII. Las leyendas hablan también de tesoros en cuevas y norias de la sierra. Muchos gambusinos se han dado a la tarea de encontrar los tesoros, pero ninguno ha tenido éxito.

### El tesoro de Las Cinco Navajas
Con el estallido de la guerra de independencia, muchos españoles decidieron abandonar Nueva España. Una de esas familias en fuga cruzaba el Valle de San José de los Nuncios, y por las dificultades del viaje decidieron ocultar su fortuna en la sierra. Al noreste de la Sierra de Las Bayas existe una formación rocosa conocida como las Cinco Navajas, en ese lugar decidieron esconder su tesoro y huyeron. Muchos años después, regresó un miembro de la familia; sin embargo, no pudo recordar el punto donde enterraron el tesoro. Luego de varios días decidió abandonar la búsqueda. Muchos han buscado el tesoro, pero nadie ha dado con él.

## Actividades económicas

### Pedreras
En la Sierra de Las Bayas operan varias pedreras que han sido denunciadas reiteradamente por provocar partículas en suspensión que afectan la calidad del aire en la Zona metropolitana de Saltillo.